# Modèle d'Ising
Pour les articles homonymes, voir Ising.
 (février 2014).
Le modèle d'Ising est un modèle de physique statistique qui a été adapté à divers phénomènes caractérisés par des interactions locales de particules à deux états.
L'exemple principal est le ferromagnétisme pour lequel le modèle d'Ising est un modèle sur réseau de moments magnétiques, dans lequel les particules sont toujours orientées suivant le même axe spatial et ne peuvent prendre que deux valeurs.
Ce modèle est parfois appelé modèle de Lenz-Ising en référence aux physiciens Wilhelm Lenz et Ernst Ising.

## Intérêt
Malgré la simplicité du calcul à une dimension, le calcul à deux dimensions est très complexe. Quant au calcul exact à trois dimensions par les méthodes traditionnelles, il est estimé impossible. L'extrême simplicité de l'interaction élémentaire permet donc de faire apparaître d'une façon très élégante toute la complexité due à la géométrie du matériau étudié, cette simplicité permettant de nombreuses simulations informatiques.

## Applications

### Matériaux ferromagnétiques
Le modèle d'Ising permet de décrire assez simplement l'aimantation et la désaimantation des matériaux ferromagnétiques. Cette modélisation a introduit la première application de la notion de symétrie non inversible à un système réel.

### Alliages binaires
Une autre application du modèle d'Ising est la description des alliages binaires. Dans ce cas, les moments magnétiques +M représentent une des espèces atomiques, et les moments magnétiques -M représentent l'autre espèce atomique. L'ordre à longue distance du modèle d'Ising peut décrire une séparation de phase entre les deux espèces (dans le cas où la phase de basse température à tous les moments égaux à -M ou +M) ou bien une phase ordonnée dans laquelle l'un des sous-réseaux porte des atomes d'une espèce (moments +M) et l'autre sous-réseau des atomes de l'autre espèce. La phase désordonnée du modèle d'Ising décrit respectivement un état où les deux espèces se mélangent ou un état où les sous-réseaux sont équivalents. Le second cas est appelé transition ordre-désordre. Cette version du modèle d'Ising est appelée modèle de Bragg et Williams (en) (1934 - 1936).

### Transitions liquide-gaz
Une troisième application de ce modèle est la description d'une transition liquide gaz. Dans cette version, les sites portant un moment +M représentent les sites occupés par un atome, et ceux portant un moment -M les sites inoccupés. Le champ magnétique devient dans cette description le potentiel chimique des atomes. La transition de phase se produisant en présence du champ magnétique, c'est une transition du premier ordre entre un état liquide de forte densité et un état gazeux de faible densité. Cette version du modèle d'Ising est appelée modèle du gaz sur réseau.

## Hamiltonien
L'hamiltonien de ce modèle s'écrit :
{\displaystyle H=-\sum _{i,j}J_{ij}\sigma _{i}\sigma _{j}-h\sum _{i}\sigma _{i}~}
où :
{\displaystyle J_{ij}} est l'interaction d'échange du modèle ;
{\displaystyle h} le champ magnétique.
En général, on considère le modèle d'Ising avec interaction entre premiers voisins seulement.

## État fondamental
Dans le cas {\displaystyle J_{ij}>0}, l'état fondamental pour {\displaystyle h=0} est celui où tous les moments ont la même valeur. Dans le cas {\displaystyle J_{ij}<0} sur un réseau biparti, le fondamental est également facile à trouver, tous les moments ayant sur l'un des sous-réseaux la valeur {\displaystyle M} et {\displaystyle -M} sur l'autre sous-réseau. Dans le cas d'un réseau non biparti, et pour {\displaystyle J_{ij}<0}, la situation est plus compliquée toutes les énergies d'interaction entre les moments ne pouvant être minimisées simultanément. Dans ce cas, on dit que le modèle d'Ising est frustré. Pour un modèle d'Ising frustré, le fondamental peut ne pas être unique et peut même avoir une dégénérescence macroscopique (c'est le cas du modèle d'Ising frustré sur le réseau triangulaire en deux dimensions). Dans certains cas, il est possible de calculer exactement la dégénérescence du fondamental (G.H. Wannier, 1950).
Il est également possible de considérer des modèles d'Ising avec des interactions aléatoires (modèle d'Edwards-Anderson si les interactions sont à courte portée, modèle de Sherrington et Kirkpatrick si les interactions sont à longue portée). Ces modèles décrivent des matériaux dans lesquels des impuretés magnétiques ont été diluées dans un métal. La frustration empêche ces modèles de développer un ordre à longue portée conventionnel, et joue un rôle important dans la formation d'un état verre de spin.
Dans la suite, nous nous occuperons uniquement du modèle non frustré avec interactions déterministes.

## Une dimension
À une dimension, le modèle d'Ising est exactement soluble par la méthode de la matrice de transfert. Historiquement, cette solution remonte à la thèse d'Ising (1925) sous la direction de Wilhelm Lenz. Cette solution montre que l'énergie libre est analytique pour toute température, ce qui signifie que ce modèle ne possède pas de transition de phase. Un argument physique très général, exposé dans Landau et Lifshitz, permet de montrer que tout modèle unidimensionnel avec des interactions à courte portée ne peut pas posséder de transition de phase à température positive, l'énergie nécessaire pour créer des défauts étant toujours largement contrebalancée par le gain d'entropie. F. J. Dyson a étudié des modèles d'Ising avec interaction à longue portée en une dimension, tels que {\displaystyle J_{ij}=|i-j|^{-\sigma }}. Il a montré que pour {\displaystyle \sigma <2} ces modèles étaient ordonnés à toute température et pour {\displaystyle \sigma >2} ces modèles étaient désordonnés à toute température. Seul le cas {\displaystyle \sigma =2} pouvait éventuellement donner lieu à une transition de phase. Le travail ultérieur de P.W. Anderson, G. Yuval et D. R. Hamman sur l'effet Kondo a montré qu'il existait une relation entre le modèle d'Ising à longue portée avec {\displaystyle \sigma =2} et l'effet
Kondo. Le modèle avec {\displaystyle \sigma =2} peut donc présenter une transition de phase, qui présente des analogies avec la transition Berezinski-Kosterlitz-Thouless.

## Deux dimensions

Trempe d'un modèle d'Ising sur un réseau carré 2d (500x500) pour une température inverse β=10. en partant d'une configuration aléatoire.

### Solution exacte
Dans le cas bidimensionnel, Rudolf Peierls a pu montrer en 1936 que le modèle d'Ising possédait une transition de phase. Des arguments théoriques (dualité) dus à Kramers et Wannier ont permis de prédire en 1941 la température à laquelle se produit cette transition de phase. La solution du modèle, en champ nul, au sens du calcul exact de l'énergie libre est due à Lars Onsager en 1944. La méthode d'Onsager généralise la méthode des matrices de transfert au cas bidimensionnel. Elle exige l'étude d'une algèbre de matrices (voir le livre de Kerson Huang). Cette méthode étant très compliquée, d'autres physiciens ont cherché à mettre au point des techniques de résolutions plus simples pour ce modèle. Une approche due à Kauffmann a conduit à mettre le modèle d'Ising à deux dimensions en relation avec un modèle de fermions unidimensionnels sans interactions. Cette approche a été développée par la suite à l'aide de méthodes d'algèbres de Grassmann par Samuel. Elle est décrite dans le livre de C. Itzykson et J. M. Drouffe. Une autre approche due à Kac et Ward (1952) consiste à ramener le calcul de la fonction de partition à une énumération de graphes. Cette approche est décrite dans le livre de Landau et Lifchitz.
Le comportement du paramètre d'ordre en dessous de la température de transition a été conjecturé par Onsager en 1949. La conjecture d'Onsager a été démontrée par C. N. Yang en 1952. Une méthode plus simple, qui utilise les matrices de Toeplitz et le lemme de Szego a été introduite par E. W. Montroll, J. C. Ward et Renfrey B. Potts en 1963. Les fonctions de corrélations ont été obtenues par Tracy, McCoy et Wu en 1976 en termes de fonctions de Painlevé III. Les résultats de Tracy, MacCoy et Wu ne sont pas limités au point critique du modèle d'Ising, mais sont également valables pour le modèle d'Ising non-critique.
D'autre part, la dualité de Kramers-Wannier a été étendue par L. Kadanoff et H. Ceva en 1971, qui ont introduit l'opérateur de désordre {\displaystyle \mu }. Dans la phase de haute température, {\displaystyle \langle \sigma \rangle =0} et {\displaystyle \langle \mu \rangle \neq 0}. La situation est renversée dans la phase de haute température. La dualité de Kramers-Wannier échange les opérateurs d'ordre et de désordre (et évidemment échange aussi leurs fonctions de corrélation).

### Rôle dans la théorie des phénomènes critiques
L'intérêt du modèle d'Ising vient de ce que ce modèle exactement soluble possède des exposants critiques qui sont différents de ceux donnés par les théories de champ moyen. Par exemple, l'exposant critique de la longueur de corrélation dans le champ moyen est ν=1/2 alors qu'il vaut ν=1 dans le modèle d'Ising. Un autre exemple est l'exposant du paramètre d'ordre qui vaut β=1/8 dans le cas du modèle d'Ising et β=1/2 dans le cas d'une théorie de champ moyen.
La solution du modèle d'Ising bidimensionnel a ainsi permis de montrer que la mécanique statistique était capable de prédire les transitions de phase et de décrire des comportements critiques plus complexes que celui des théories de champ moyen. Cela a ouvert la voie aux travaux ultérieurs de M. E. Fisher, L. P. Kadanoff et H. Widom sur l'hypothèse d'universalité et l'invariance d'échelle près du point critique dans les années 1960. En particulier, le modèle d'Ising satisfait aux relations entre exposants critiques résultant de l'hypothèse d'homogénéité de Widom ainsi qu'à la relation d'hyperscaling. La mise au point du groupe de renormalisation pour les transitions de phases dans les années 1970 a ensuite permis de justifier ces hypothèses.

### Invariance conforme du modèle d'Ising
Comme de nombreux autres modèles bidimensionnels, le modèle d'Ising au point critique possède la propriété d'invariance conforme, avec la charge centrale {\displaystyle c=1/2}.
Cette propriété permet de calculer exactement au point critique toutes les fonctions de corrélation à n-points (et non uniquement les fonctions à deux points). Par ailleurs, l'invariance conforme permet aussi de construire une algèbre d'opérateurs faisant intervenir l'aimantation {\displaystyle \sigma } de poids conforme (1/16,1/16), l'opérateur de désordre de Kadanoff et Ceva {\displaystyle \mu } de poids conforme (1/16,1/16), les opérateurs de Fermions de Kauffmann {\displaystyle \psi } de poids conformes (1/2,0) et (0,1/2) et l'opérateur de densité d'énergie {\displaystyle \epsilon } de poids conforme (1/2,1/2).
On a les relations :
{\displaystyle \sigma \sigma \sim 1+\epsilon ~}
{\displaystyle \mu \sigma \sim \psi ~}
{\displaystyle \mu \mu \sim 1+\epsilon ~}
{\displaystyle \psi \psi \sim \epsilon ~}
où les produits sont compris comme des développements de produits d'opérateurs.
Cette algèbre peut se généraliser pour conduire aux théories conformes parafermioniques. Le modèle d'Ising peut aussi être obtenu à partir des modèles de Wess-Zumino-Witten par une procédure de quotient. Le modèle d'Ising est le quotient {\displaystyle (SU(2)_{1}\times SU(2)_{1})/SU(2)_{2}}.
La théorie conforme du modèle d'Ising peut être perturbée par un opérateur de la forme {\displaystyle h\sigma (x)}. A.B. Zamolodchikov a pu montrer que cette théorie perturbée était intégrable, et il a pu conjecturer la matrice {\displaystyle S} de la théorie des champs massive décrivant le modèle perturbé.
Le fait que le modèle d'Ising possède la charge centrale {\displaystyle c=1/2} permet de ramener le modèle d'Ising double à une théorie de charge centrale {\displaystyle c=1} qui peut être décrite comme un orbifold de théorie de boson libre.

## Trois dimensions
Pour le modèle d'Ising en trois dimensions, on n'a pas encore trouvé de solution analytique. Cependant, il est possible de calculer les exposants critiques du modèle d'Ising près de la transition en utilisant le groupe de renormalisation ou par le bootstrap conforme. Une table de ces exposants peut être trouvée dans le livre de Claude Itzykson et J. M. Drouffe.
On a pu calculer sa température critique via des simulations sur ordinateur (Monte Carlo).

## Quatre dimensions et plus
Bien que ce cas soit non physique, les exposants critiques du modèle d'Ising sont alors ceux de la théorie de champ moyen. Dans
le langage du groupe de renormalisation, quatre est la dimension critique supérieure du modèle d'Ising. Également, la théorie de champ moyen est la solution exacte d'un modèle d'Ising à portée infinie défini par le hamiltonien :
{\displaystyle H=-{\frac {J}{N}}(\sum _{i}\sigma _{i})^{2}~}
Formellement, ce modèle décrit un moment magnétique interagissant avec un nombre de voisins qui tend vers d'infini. Il peut donc être vu comme la limite de dimension infinie du modèle d'Ising. Si au lieu de définir le modèle d'Ising en dimension infinie à l'aide d'une interaction de portée infinie, on fixe le nombre de voisins en considérant un modèle sur un arbre de Cayley (appelé aussi réseau de Bethe), on trouve que la solution exacte est donnée par l'approximation de Bethe-Peierls. Cette approximation donne une meilleure estimation de la température comparée au champ moyen, mais comme il s'agit aussi d'une méthode autocohérente, elle reproduit les exposants de champ moyen.

## Fonction de partition d'un ensemble de spins d'Ising en champ moyen

### Sans interaction entre premiers voisins
Il s'agit du modèle le plus simple. L'énergie de chaque moment ne peut prendre pour valeur que +MH ou -MH, H étant le champ moyen.
La fonction de partition prend donc la valeur :
{\displaystyle Z=(e^{\beta MH}+e^{-\beta MH})^{N}~}
d'où on peut déduire facilement l'aimantation, la susceptibilité magnétique, les grandeurs thermodynamiques, etc.

### Avec interaction entre premiers voisins
La forme la plus simple d'interaction entre les premiers voisins est du type {\displaystyle JM_{i}M_{i+1}} où J est la constante de couplage. Dans un tel cas, l'énergie impliquée dans l'interaction prend dans le cas de spins d'Ising la valeur {\displaystyle JM^{2}} ou {\displaystyle -JM^{2}}.L'énergie de l'ensemble de la chaine prend la forme 
 et la fonction de partition prend alors la forme 
On peut dans ce cas se réduire au problème de spins sans interaction par l'astuce suivante: On remplace les variables {\displaystyle M_{i}} par les variables {\displaystyle M_{i}'={M_{i}+M_{i+1} \over 2}}. Il en résulte une factorisation possible de Z :
{\displaystyle Z=\sum _{\{M_{i}'\}}\exp(\beta \sum _{i}(-HM_{i}'+2JM_{i}'^{2}-{JM^{2} \over 2}))~}
soit encore :
{\displaystyle \exp(-\beta {NJM^{2} \over 2})(\exp(\beta (-HM+2JM^{2}))+\exp(\beta (HM+2JM^{2}))+1)^{N}~}
De cette façon on peut encore calculer avec une relative simplicité les diverses variables thermodynamiques.

## Connexion au problème decoupe maximum dans un graphe
Soit un graphe non orienté connexe {\displaystyle G(V,E)} et pondéré par une matrice réelle symétrique {\displaystyle W}. Le problème de coupe maximum consiste à trouver un ensemble de liens qui sépare l'ensemble des sommets {\displaystyle V} en deux ensembles disjoints de sommets {\displaystyle V^{+}} et {\displaystyle V^{-}} de sorte à maximiser le poids total des liens qui relient un sommet de {\displaystyle V^{+}} et un sommet {\displaystyle V^{-}}. Cet ensemble de liens, appelée coupe maximale, est noté {\displaystyle C}.
Le poids de la coupe est directement lié à l'Hamiltonien d'un modèle d'Ising bien choisi. Pour cela, il suffit d'associer un site à chaque sommet de {\displaystyle G} et de définir une interaction {\displaystyle J_{i,j}} proportionnelle au poids {\displaystyle W_{i,j}}. En l'absence de champ magnétique extérieur ({\displaystyle h=0}), l'Hamiltonien devient :
{\displaystyle H(\sigma )=-\sum _{\langle i,j\rangle }J_{i,j}\cdot \sigma _{i}\cdot \sigma _{j}}
Supposons que tout site associé à {\displaystyle V^{+}} (resp. {\displaystyle V^{-}}) ont un spin positif (resp. negatif).
- {\displaystyle \forall i\in V^{+},\sigma _{i}=+1};
- {\displaystyle \forall i\in V^{-},\sigma _{i}=-1}.

Le signe de {\displaystyle \sigma _{i}\cdot \sigma _{j}} reflète si {\displaystyle (i,j)} appartient ou non à la coupe :
- {\displaystyle \forall (u,v)\in (V^{+}\times V^{-})\cup (V^{-}\times V^{+}),\sigma _{u}\cdot \sigma _{v}=-1}
- {\displaystyle \forall (u,v)\in (V^{+}\times V^{+})\cup (V^{-}\times V^{-}),\sigma _{u}\cdot \sigma _{v}=1}

L'Hamiltonien se réécrit alors :
{\displaystyle H(\sigma )=-\sum _{i,j\in V\backslash C}J_{i,j}\cdot \sigma _{i}\cdot \sigma _{j}-\sum _{i,j\in C}J_{i,j}\cdot \sigma _{i}\cdot \sigma _{j}}
{\displaystyle H(\sigma )=-\sum _{i,j\in V\backslash C}J_{i,j}+\sum _{i,j\in C}J_{i,j}}
{\displaystyle H(\sigma )=-\left(\sum _{i,j\in V\backslash C}J_{i,j}+\sum _{i,j\in C}J_{i,j}\right)+2\cdot \sum _{i,j\in C}J_{i,j}}
{\displaystyle H(\sigma )=2\cdot \sum _{i,j\in C}J_{i,j}-\sum _{e\in E}J_{i,j}}
En posant {\displaystyle J=-W} :
{\displaystyle H(\sigma )=\sum _{e\in E}W_{i,j}-2\cdot \sum _{i,j\in C}W_{i,j}}
Enfin, comme {\displaystyle W} est symétrique :
{\displaystyle H(\sigma )=\sum _{e\in E}W_{i,j}-4\cdot \sum _{i\in V^{-},j\in V^{+}}W_{i,j}}